# 1952 w literaturze
Wydarzenia literackie w 1952 roku.

## Wydarzenia
- zagraniczne
  - w Hamburgu założono dziennik Bild.
  - W Budapeszcie ukazał się pierwszy przekład Lalki w języku węgierskim.

## Nowe książki
- polskie
  - Tadeusz Breza – Uczta Baltazara
  - Jan Dobraczyński – Listy Nikodema
  - Zofia Kossak-Szczucka – Przymierze
  - Igor Newerly – Pamiątka z Celulozy
- zagraniczne
  - Pierre Boulle – Most na rzece Kwai (Le Pont de la rivière Kwaï)
  - Agatha Christie
    - Pani McGinty nie żyje (Mrs McGinty’s dead)
    - Strzały w Stonygates (They Do It With Mirrors)

  - Stanton Griffis – Lying in state
  - Ernest Hemingway – Stary człowiek i morze (The Old Man and the Sea)
  - Clive Staples Lewis – Opowieści z Narnii: Podróż „Wędrowca do Świtu” (The Voyage of the Dawn Treader)
  - John Steinbeck – Na wschód od Edenu (East of Eden)
  - Dimityr Talew – Żelazny kaganek (Железният светилник)

## Nowe dramaty
- zagraniczne
  - Samuel Beckett – Czekając na Godota (En attendant Godot)
  - Eugène Ionesco – Krzesła (Les Chaises)

## Nowe poezje
- polskie
  - Konstanty Ildefons Gałczyński – Wit Stwosz (poemat)
  - Tadeusz Różewicz – Wiersze i obrazy
- zagraniczne
  - Paul Celan – Mak i pamięć (Mohn und Gedächtnis)
  - Gabriela Mistral – Sonety śmierci i inne poezje elegijne (Los sonetos de la muerte y otros poemas elegíacos)

## Nowe prace naukowe
- zagraniczne
  - Bellarmino Bagatti – Gli antichi edifici sacri di Betlemme in seguito agli scavi e restauri praticati dalla Custodia di Terra Santa (1948-51)

## Urodzili się
- 1 stycznia – Marta Fox, polska poetka, powieściopisarka i eseistka
- 2 stycznia – Ewa Paczoska, polska profesor historii literatury polskiej, poetka i piosenkarka
- 6 stycznia – Herman Portocarero, belgijski pisarz i dyplomata
- 11 stycznia – Diana Gabaldon, amerykańska pisarka
- 12 stycznia – Walter Mosley, amerykański pisarz
- 26 stycznia – Eugeniusz Dębski, polski pisarz fantastyki
- 28 stycznia – Anna Onichimowska, polska poetka, prozaik, dramatopisarka
- 30 stycznia
  - Sean Russell, kanadyjski pisarz, autor powieści historycznych i fantasy
  - Ryszard Tylman, polsko-kanadyjski poeta
- 31 stycznia – Anne-Marie Berglund(inne języki), szwedzka pisarka, poetka i nowelistka (zm. 2020)
- 2 lutego – Eriek Verpale(inne języki), belgijski pisarz (zm. 2015)
- 11 lutego – Grażyna Halkiewicz-Sojak, polska historyk literatury
- 15 lutego – Eva Lindström, szwedzka autorka i ilustratorka książek dla dzieci
- 19 lutego
  - Ryū Murakami, japoński pisarz i reżyser filmowy
  - Amy Tan, amerykańska pisarka
- 21 lutego – Jeff Shaara, amerykański pisarz i przedsiębiorca
- 24 lutego – Grzegorz Musiał, polski poeta, pisarz, tłumacz języka angielskiego
- 29 lutego – Tim Powers, amerykański pisarz fantastyki
- 1 marca – Nevada Barr, amerykańska autorka kryminałów
- 5 marca – Robin Hobb, amerykańska pisarka
- 6 marca – Zbigniew Zbikowski, polski dziennikarz i pisarz
- 7 marca – William Boyd, szkocki pisarz
- 10 marca – Johanna Lindsey(inne języki), amerykańska pisarka (zm. 2019)
- 11 marca – Douglas Adams, brytyjski pisarz science fiction (zm. 2001)
- 14 marca – Wojciech Belon, polski poeta, pieśniarz, założyciel Wolnej Grupy Bukowina (zm. 1985)
- 16 marca – Alice Hoffman, amerykańska pisarka
- 18 marca – Jurij Wynnyczuk, ukraiński pisarz, filolog, dziennikarz, redaktor
- 23 marca
  - Marek Oramus, polski pisarz science fiction
  - Kim Stanley Robinson, amerykański pisarz science fiction
- 24 marca – Quim Monzó, hiszpański pisarz, tłumacz i dziennikarz
- 25 marca
  - Jung Chang, brytyjska pisarka chińskiego pochodzenia
  - Manula Kalicka, polska pisarka i dziennikarka
  - Abdullah Zeneli, albański poeta, prozaik i wydawca
- 10 kwietnia – Richard Wagner, niemiecki powieściopisarz (zm. 2023)
- 13 kwietnia – Włodzimierz Bolecki, polski teoretyk i historyk literatury polskiej, krytyk literacki
- 19 kwietnia – Robert Zubrin, amerykański inżynier i pisarz
- 20 kwietnia – Merete Lien, norweska pisarka
- 23 kwietnia – Toby Hemenway, amerykański pisarz (zm. 2016)
- 8 maja – Beth Henley, amerykańska dramatopisarka, laureatka Nagrody Pulitzera
- 24 maja – Mieczysław Abramowicz, polski prozaik
- 29 maja – Pia Tafdrup, duńska poetka i pisarka, tłumaczka
- 7 czerwca
  - Daria Doncowa, rosyjska pisarka
  - Andrzej Grzyb, polski pisarz i poeta (zm. 2016)
  - Orhan Pamuk, turecki pisarz, laureat Nagrody Nobla
- 9 czerwca – Mieczysław Godyń, polski tłumacz, pisarz
- 10 czerwca – Guzal Sitdykowa, rosyjska pisarka, poetka, tłumaczka oraz publicystka narodowości baszkirskiej
- 12 czerwca – Anna Czekanowicz, polska poetka, prozaik, tłumaczka
- 17 czerwca – Franz Böni, szwajcarski pisarz
- 19 czerwca – Jan Zieliński, polski historyk literatury
- 20 czerwca
  - Valerio Evangelisti, włoski pisarz fantastyczny (zm. 2022)
  - Angie Sage, angielska pisarka
  - Vikram Seth, indyjski pisarz
- 23 czerwca – Paweł Bukowski, polski poeta, malarz
- 24 czerwca – Russell Celyn Jones, brytyjski pisarz
- 29 czerwca – Breece D’J Pancake, amerykański pisarz, autor opowiadań (zm. 1979)
- 3 lipca – Rohinton Mistry, kanadyjski powieściopisarz pochodzenia indyjskiego
- 6 lipca – Hilary Mantel, brytyjska pisarka (zm. 2022)
- 7 lipca – Gregorio Morales(inne języki), hiszpański poeta i prozaik (zm. 2015)
- 10 lipca – Anna Elżbieta Zalewska, polska poetka, tłumaczka, animator życia literackiego
- 14 lipca – Jeff Lindsay, amerykański dramaturg i powieściopisarz
- 17 lipca – Thé Lau, holenderski muzyk i pisarz (zm. 2015)
- 18 lipca – Per Petterson, norweski pisarz i eseista
- 21 lipca – Jane Rogers(inne języki), brytyjska pisarka
- 24 lipca – Stanisław Esden-Tempski, polski poeta, prozaik, publicysta
- 28 lipca – Teresa Podemska-Abt, polska teoretyczka literatury, pisarka, poetka, tłumaczka, socjolog edukacji
- 3 sierpnia – Jerzy Snopek, polski historyk literatury i kultury, tłumacz, dyplomata
- 8 sierpnia – Jostein Gaarder, norweski pisarz
- 10 sierpnia – Jerzy Pilch, polski pisarz, publicysta, felietonista (zm. 2020)
- 12 sierpnia – Hans-Ulrich Treichel, niemiecki pisarz
- 13 sierpnia – Andrzej Strąk, polski poeta, scenograf, reżyser, autor piosenek i działacz kulturalny (zm. 2024)
- 26 sierpnia – Czesław Białczyński, polski pisarz science fiction, scenarzysta
- 27 sierpnia – Undine Gruenter, niemiecka pisarka (zm. 2002)
- 28 sierpnia – Rita Dove, amerykańska poetka i pisarka
- 29 sierpnia – Jolanta Pytel, polska poetka, literatka
- 3 września – Stefan Szczygłowski, polski poeta i prozaik
- 13 września
  - Patrick O’Leary, amerykański pisarz
  - Marian Stala, polski krytyk i historyk literatury
- 14 września – César Antonio Molina, hiszpański pisarz, poeta, dziennikarz i polityk
- 15 września – Przemysław Piekarski, polski tłumacz (zm. 2019)
- 16 września – Lisa Tuttle, amerykańska pisarka
- 25 września – bell hooks, amerykańska pisarka, poetka, feministka „trzeciej fali” (zm. 2021)
- 28 września – Christopher Buckley, amerykański pisarz i satyryk
- 5 października – Clive Barker, brytyjski pisarz horrorów i dark fantasy
- 12 października – Marek Zaleski, polski krytyk literacki, historyk literatury, eseista, publicysta
- 14 października – Tadeusz Komendant, polski tłumacz i eseista (zm. 2019)
- 24 października
  - Grzegorz Boguta, polski wydawca
  - David Weber, amerykański pisarz fantastyki
- 31 października – Humberto Akʼabal, gwatelmalski poeta (zm. 2019)
- 6 listopada – Michael Cunningham, amerykański pisarz
- 11 listopada – Kama Sywor Kamanda, kongijski pisarz, poeta, gawędziarz i dramaturg
- 16 listopada – Candas Jane Dorsey, kanadyjska pisarka science fiction
- 18 listopada – Aleksander Jurewicz, polski poeta, prozaik i eseista
- 21 listopada – Pedro Lemebel, chilijski eseista, kronikarz, prozaik, dziennikarz radiowy (zm. 2015)
- 24 listopada – Marek Bieńkowski, polski poeta
- 28 listopada – David Zindell, amerykański pisarz science fiction i fantasy
- 2 grudnia – Visar Zhiti, albański poeta, prozaik dziennikarz i tłumacz
- 7 grudnia – Dorota Bromberg, szwedzka wydawczyni pochodzenia żydowskiego
- 12 grudnia
  - Kazimierz Brakoniecki, polski poeta
  - Helen Dunmore(inne języki), brytyjska pisarka i poetka (zm. 2017)
- 22 grudnia – Mick Inkpen, angielski autor i ilustrator książek dla dzieci
- 23 grudnia – Muhammed Zafar Iqbal, banglijski pisarz i publicysta
- Cinda Williams Chima, amerykańska pisarka fantasy
- Andrew Gross, amerykański pisarz
- Joanna Ślósarska, polska literaturoznawczyni i poetka (zm. 2016)

## Zmarli
- 26 stycznia – Lodewijk van Deyssel, holenderski pisarz i krytyk literacki (ur. 1864)
- 7 lutego – Norman Douglas, brytyjski pisarz, skandalista (ur. 1868)
- 18 lutego – Enrique Jardiel Poncela, hiszpański dramatopisarz i prozaik (ur. 1901)
- 19 lutego – Knut Hamsun, norweski pisarz (ur. 1859)
- 1 marca – Mariano Azuela, meksykański pisarz i rewolucjonista (ur. 1873)
- 1 kwietnia – Ferenc Molnár, węgierski pisarz (ur. 1878)
- 13 kwietnia – Josephine Tey, szkocka pisarka (ur. 1896)
- 27 kwietnia – Kazimierz Gołba, polski prozaik i dramatopisarz (ur. 1904)
- 5 maja – Alberto Savinio, włoski pisarz, malarz, kompozytor i scenograf (ur. 1891)
- 13 czerwca – Maria Buyno-Arctowa, polska autorka dla dzieci i młodzieży (ur. 1877)
- 17 lipca – Charles Plisnier, belgijski pisarz piszący w języku francuskim (ur. 1896)
- 31 lipca
  - Waldemar Bonsels, niemiecki pisarz (ur. 1881)
  - Clara Viebig, niemiecka pisarka, przedstawicielka prozy realistycznej (ur. 1860)
- 8 sierpnia – August Alle, estoński poeta (ur. 1890)
- 12 sierpnia:
  - Dawid Bergelson, żydowski poeta tworzący w jidysz (ur. 1884)
  - Icyk Fefer, żydowski poeta tworzący w jidysz (ur. 1900)
  - Dowid Hofsztejn, żydowski poeta tworzący w jidysz (ur. 1889)
  - Lejb Kwitko, żydowski poeta tworzący w jidysz (ur. 1893?)
  - Perec Markisz, żydowski pisarz, poeta i dramaturg tworzący głównie w jidysz (ur. 1895)
- 6 października – Teffi, rosyjska prozatorka, poetka, felietonistka (ur. 1872)
- 18 listopada – Paul Éluard, francuski poeta (ur. 1895)
- 4 grudnia – Giuseppe Antonio Borgese, włoski pisarz, krytyk, publicysta (ur. 1882)
- 20 grudnia – Ivan Olbracht, czeski pisarz, publicysta, dziennikarz i tłumacz prozy niemieckiej (ur. 1882)

## Nagrody
- Nagroda Nobla – François Mauriac
- Bollingen Prize for Poetry – Marianne Moore
- Nagroda Goncourtów – Béatrix Beck za Léon Morin, prêtre
- Nagroda Renaudot – Jacques Perry za L’Amour de rien
- Prix Femina – Dominique Rolin za Le Souffle
- Prix des Deux Magots – René-Jean Clot za Le Poil de la bête
- Premio Nadal – María Medio Estrada za Nosotros, los Rivero